# Lazăr Comănescu
Lazăr Comănescu, född 6 juni 1949 i Horezu, är en rumänsk diplomat och partilös politiker. Han var Rumäniens utrikesminister mellan november 2015 och januari 2017 samt några månader under 2008. Comănescu har tidigare även bland annat varit Rumäniens ambassadör i Tyskland.